# Lago di Vogorno
Lago di Vogorno er en kunstigt skabt sø i kantonen Ticino i Schweiz.
Søen ligger i Verzasca-dalen, hvor Verzasca-dæmningen er bygget tværs over dalen. Verzasca-dæmningen hedder egentlig Contra-dæmningen (Diga di Contra på italiensk, Contra Dam på engelsk), men da dæmningen dæmmer op for Verzasca-floden og derved skaber Lago di Vogorno har den efterhånden fået betegnelsen Verzasca-dæmningen. Floden løber videre fra søen og ned i den nærliggende Lago Maggiore. Ved dæmningen er et vanddrevet kraftværk, der kan levere op til 105 MW.
Søen blev skabt da dæmningen blev bygget i årene 1961 – 1965. Dæmningen er i øvrigt et populært mål for bungy-jumpere. Dette tog sin begyndelse efter at en James Bond-stuntman sprang ud herfra i åbningsscenen i filmen GoldenEye fra 1995.
Søen dækker et areal på 1,68 km² og opsamler vand fra et område i de schweiziske alper på 233 km². Søen er 204 meter dyb på det dybeste sted og rummer i alt 105 millioner m³. 
46°12′N 8°51′Ø / 46.200°N 8.850°Ø